# Hanns Martin Schleyer-Stiftung
Die Hanns Martin Schleyer-Stiftung fördert Wissenschaftler aus den Bereichen der Wirtschafts-, Rechts- und Kulturwissenschaften. Sie wurde 1977 von der Bundesvereinigung der Deutschen Arbeitgeberverbände und dem Bundesverband der Deutschen Industrie gegründet und nach dem ermordeten Arbeitgeberpräsidenten Hanns Martin Schleyer benannt.
Die Stiftung hat ihren Sitz in Berlin. Sie vergibt den Friedwart Bruckhaus-Förderpreis, den Hanns Martin Schleyer-Preis und den Universitas-Preis für Wissenschaftsjournalismus.